# エイミー・コケイン
エイミー・コケイン（英：Amy Cokayne、1996年7月11日 - ）は、イングランドの女子ラグビーユニオン選手。

## プロフィール
- イングランド・イプスウィッチ出身[1]。
- ポジションはフッカー（HO）。
- 身長 167cm、体重 82kg
- 女子イングランド代表キャップは66（2022年11月現在）。
- 2017年W杯の女子イングランド代表に選ばれた[2]。

## 略歴
2022年、ラグビーワールドカップ2021の女子イングランド代表に選ばれて、レッド・ローズ2大会連続準優勝に貢献。